# 多久神社
多久神社（たくじんじゃ）は、京都府京丹後市峰山町丹波小字涌田山にある神社。式内社。本殿が京都府登録有形文化財（建造物）に、秋の祭礼で奉納される芝むくり神事が、京都府登録無形民俗文化財に登録されている。

## 祭神
豊宇賀能売命（とようがのめのみこと）
別名を「豊受大神」。伝承によれば豊宇賀能売命は『丹後国風土記』逸文にいう比治山の天女（羽衣天女）と比定され、天に帰りそびれてこの地に住み、稲作を行い、万病を癒す酒を作り出した。このため、明治時代までは「天酒大明神」ともよばれた。
また、湧田山の山裾から酒が湧き出したとの伝説もあり、「矢田や丹波郷の天酒さまの、お下とおるもありがたや」なる里歌が伝わる。

## 歴史

### 慨史
『延喜式神名帳』に記載された式内社の、丹波郡九座のうちの小社「多久ノ神社」とされる。伝承によれば崇神天皇39年7月7日に羽衣天女が舞い降りた丹波郷のある池の場所に創建された。嘉吉年間（1441年～1444年）に現在地へ遷座する以前は、西に約4,500メートル奥まった場所にあったという。
祭神として祀られるこの天女は豊受大神と同定され、この地に酒造りをもたらした神として、天酒大明神と呼ばれ崇敬された。天女が舞い降りた創建の地は、21世紀初頭に多久神社が鎮座する場所に近い「ヲタ池」と呼ばれる場所で、汚すと大雨の祟りがあると伝わる。なお、峰山町に伝わる羽衣伝承では、羽衣天女が舞い降りた池は『丹後国風土記』逸文や『丹後旧事記』の記述から「真名井」とよばれ、峰山町と大宮町にまたがる磯砂山にある「女池（めいけ）」であるとする説が広く知られている
文献にみえるところでは、1753年（宝暦3年）の『峯山明細記』に、「天酒大明神を祀る六尺社」で「9月8日に河部村の神子相模を雇って神事を行った」等の記録がある。
丹波郷（丹波村、内記村、矢田村、橋木村、赤坂村、石丸村、新山村）の総社とされた。1873年（明治6年）、丹波村の村社となった。

### 多久論争
1869年（明治2年）頃、政体御一新により俗称を廃止して古神道による神社号への改号が原因となり、総社である多久神社の由来を巡る「多久論争」が勃発する。丹波（たには）の二ハを逆から読むと「ハニ」となり、二をミに読み換えて「ハミ」すなわち「波弥」、食（ハム）の神社であるから丹波は波弥と同じであり、多久神社の故地は近在の荒山村新町村にある「たこ谷」「たこ千軒」と呼ばれる地「たこ」すなわち「多久」の地であるという新説が唱えられた。これに対し、当時、多久神社を預かっていた今西伊予が、丹波は古書に記録されるように「たには」に相違なく、断じて「波弥」ではないことを明白にするよう、藩の社寺司に申し出ている。
この結果は資料に残されていないが、社寺司に提出された『神社取調帳』によれば、多久神社が旧地から現在地に遷座した理由に続いて「その当時（1440年代前半）、橋木村、矢田村、内記村、荒山村は御祭日の祭礼は一緒に努めて来たが、大論争から祭日が別々になった。」と記されており、近在の地区との論争はこれより約500年前からあったことがうかがわれる。

## 境内
背後に、全長約100メートルに及ぶ帆立貝式前方後円墳を盟主に、その他大小の円墳とともに42基の古墳群を抱え府の史跡指定を受ける湧田山古墳群が構成され、京都府の登録有形文化財に登録される17世紀建築の本殿の背後には、シイやモウソウチクなどの林が広がる。秋の祭礼で奉じられる神事芸能の芝むくりは室町時代からの風流小唄の流れを汲む府登録の無形民俗文化財であり、歴史的文化的にも価値が高い地域である。
このため、山腹に鎮座する本殿とその周辺の森林約1.7ヘクタールが、「貴重な文化的景観を形成しており、保全すべき地域」として、2004年（平成16年）3月19日に、府の文化財環境保全地区に決定された。

### 境内社
1908年（明治41年）に、以下の5社を境内社として合祀した。
- 楯縫社 - 天鷲命を祭神とする。
- 八重垣社 - 進雄命を祭神とする。
- 八幡社 - 誉田別明を祭神とする。
- 大宮宜社 - 大宮売命を祭神とする。
- 平賀岡社 - 保食大神を祭神とする。

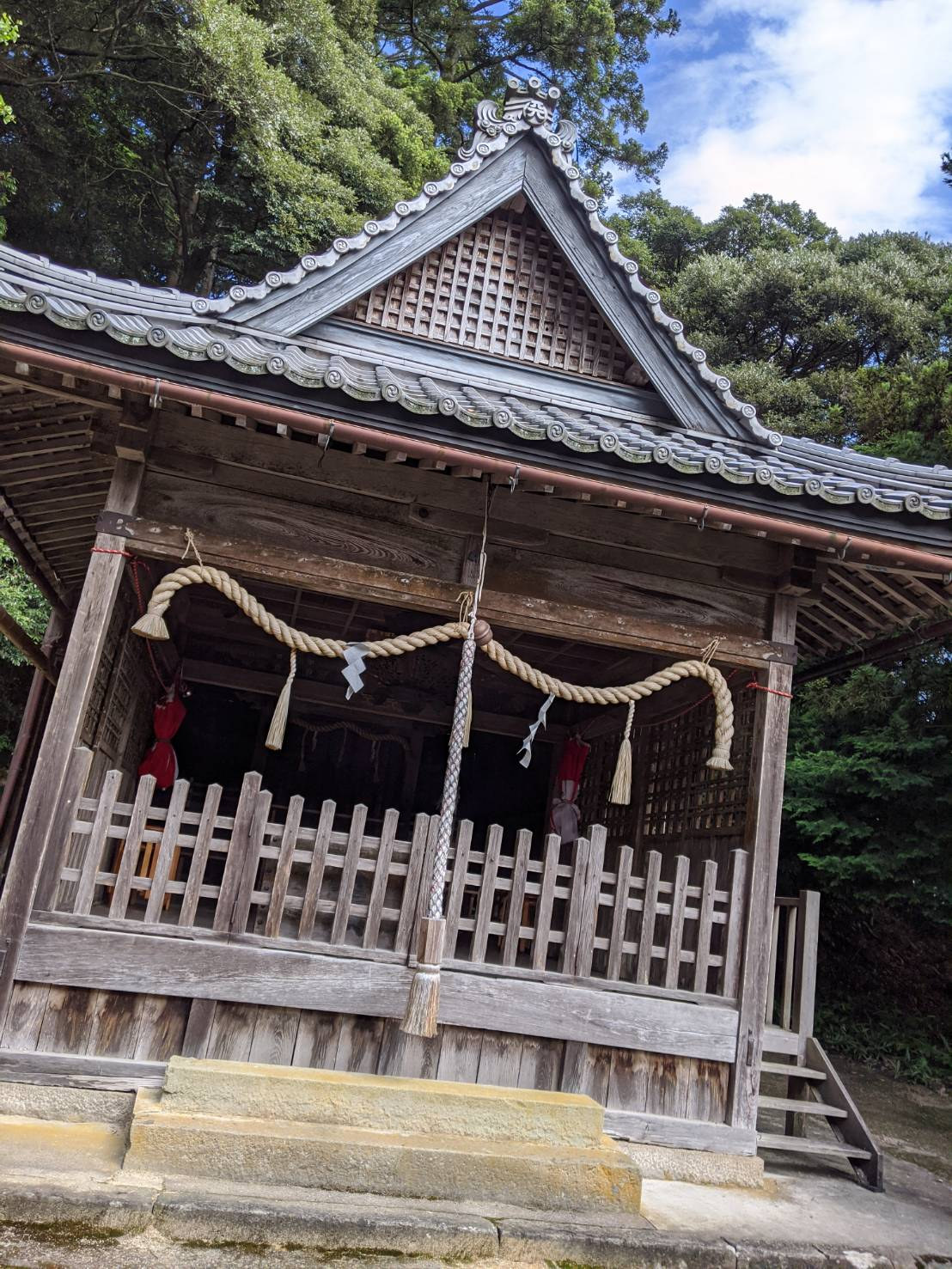
拝殿
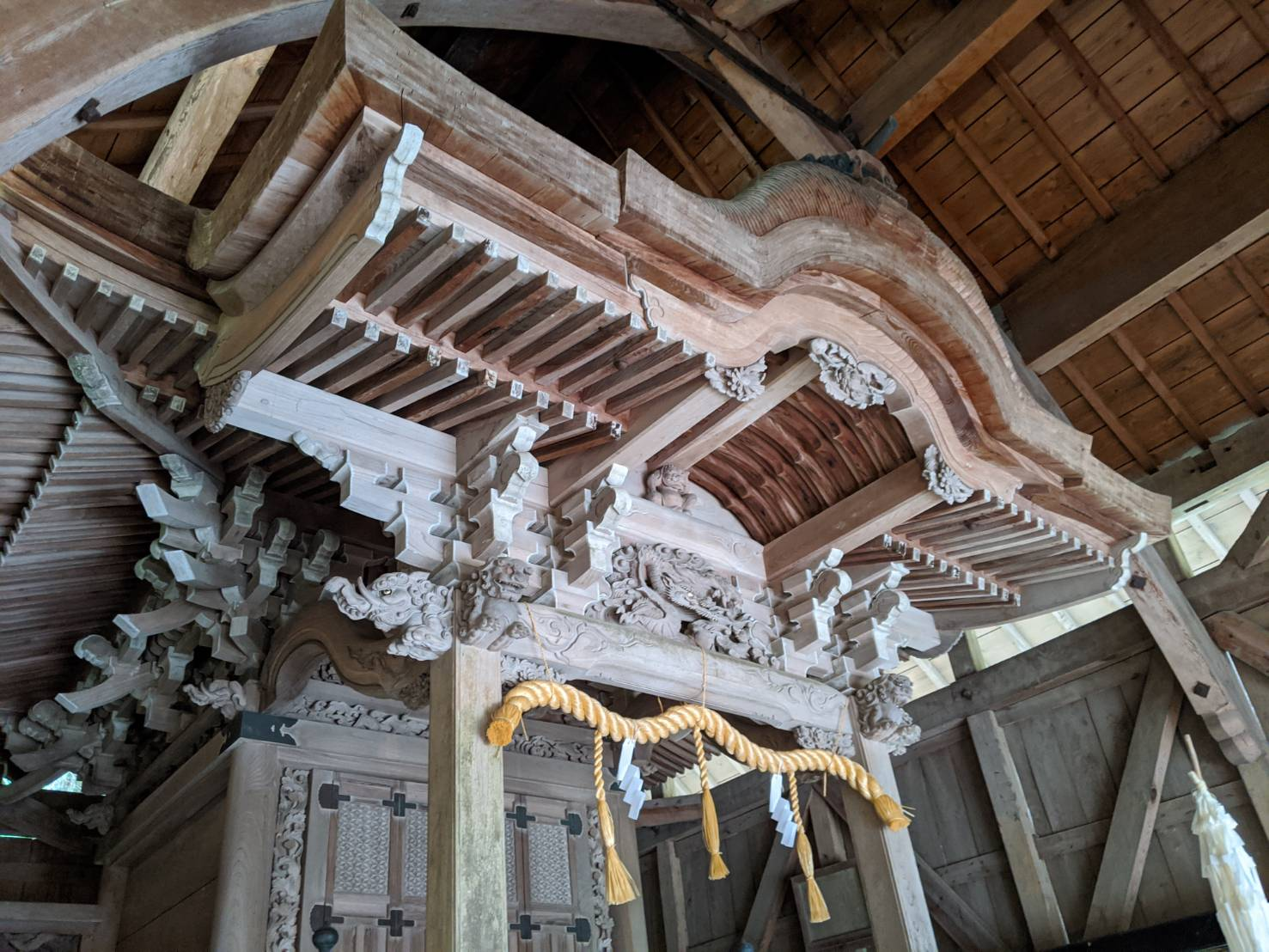
本殿
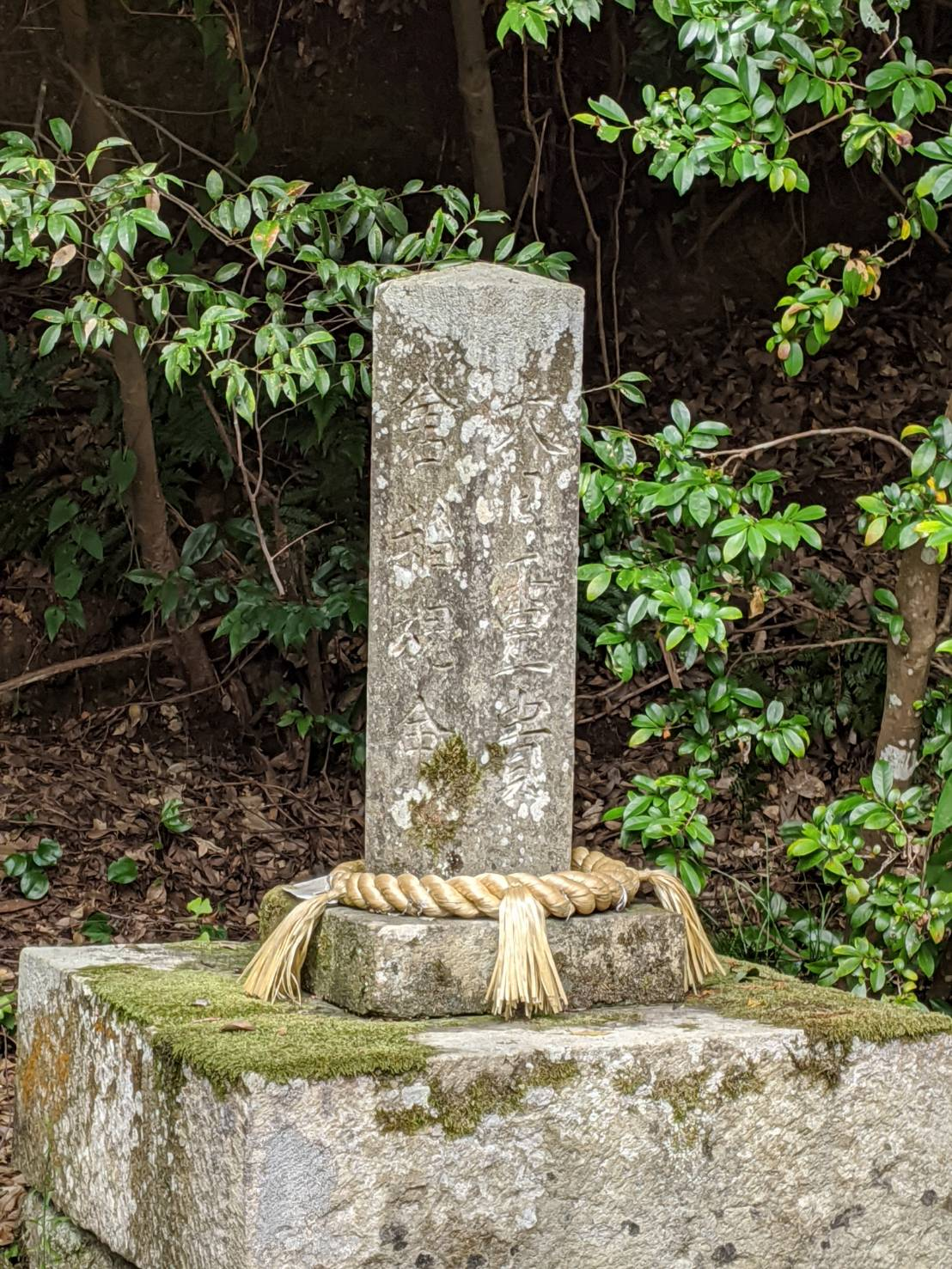
社日の塔
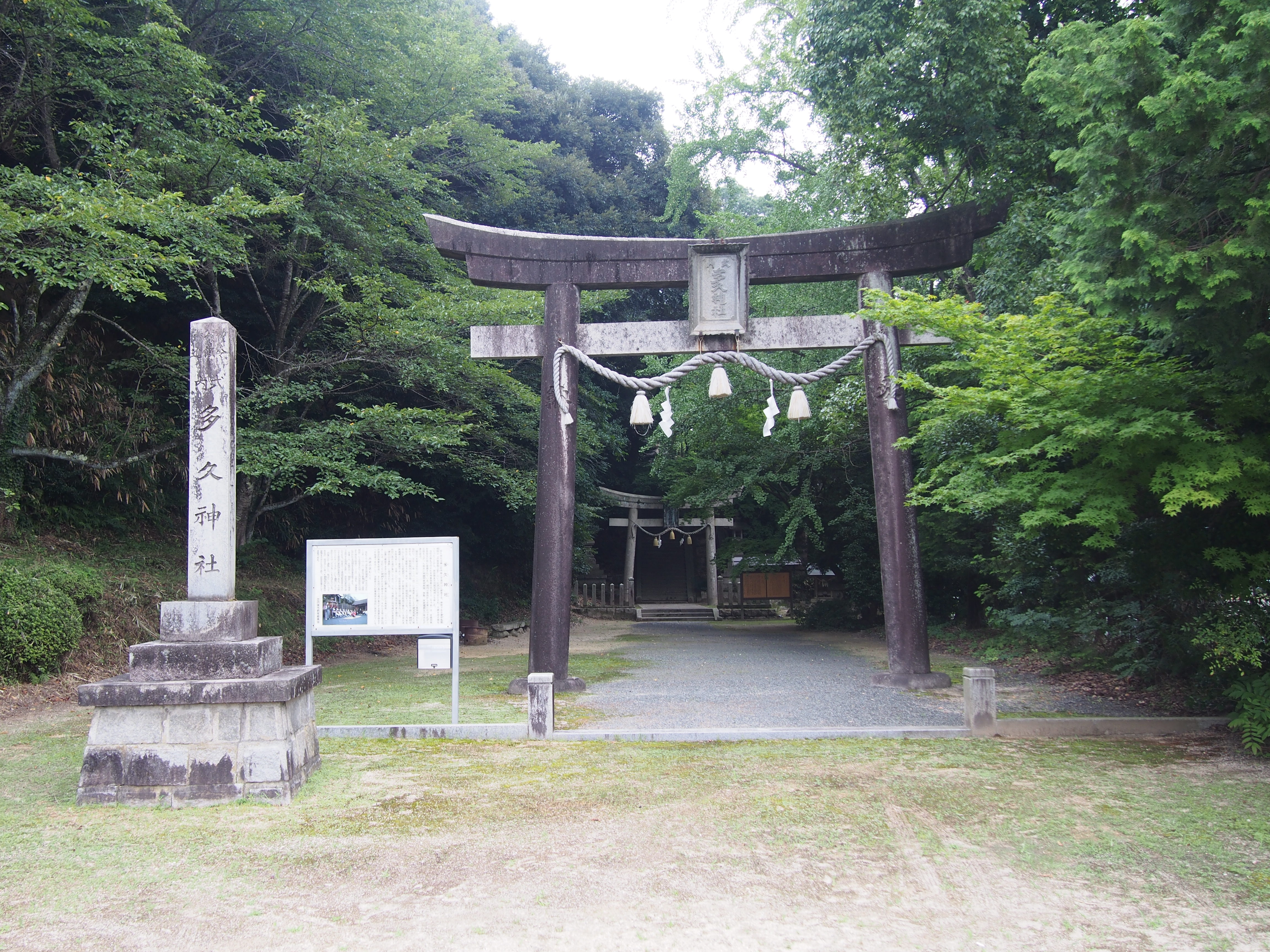
鳥居、参道
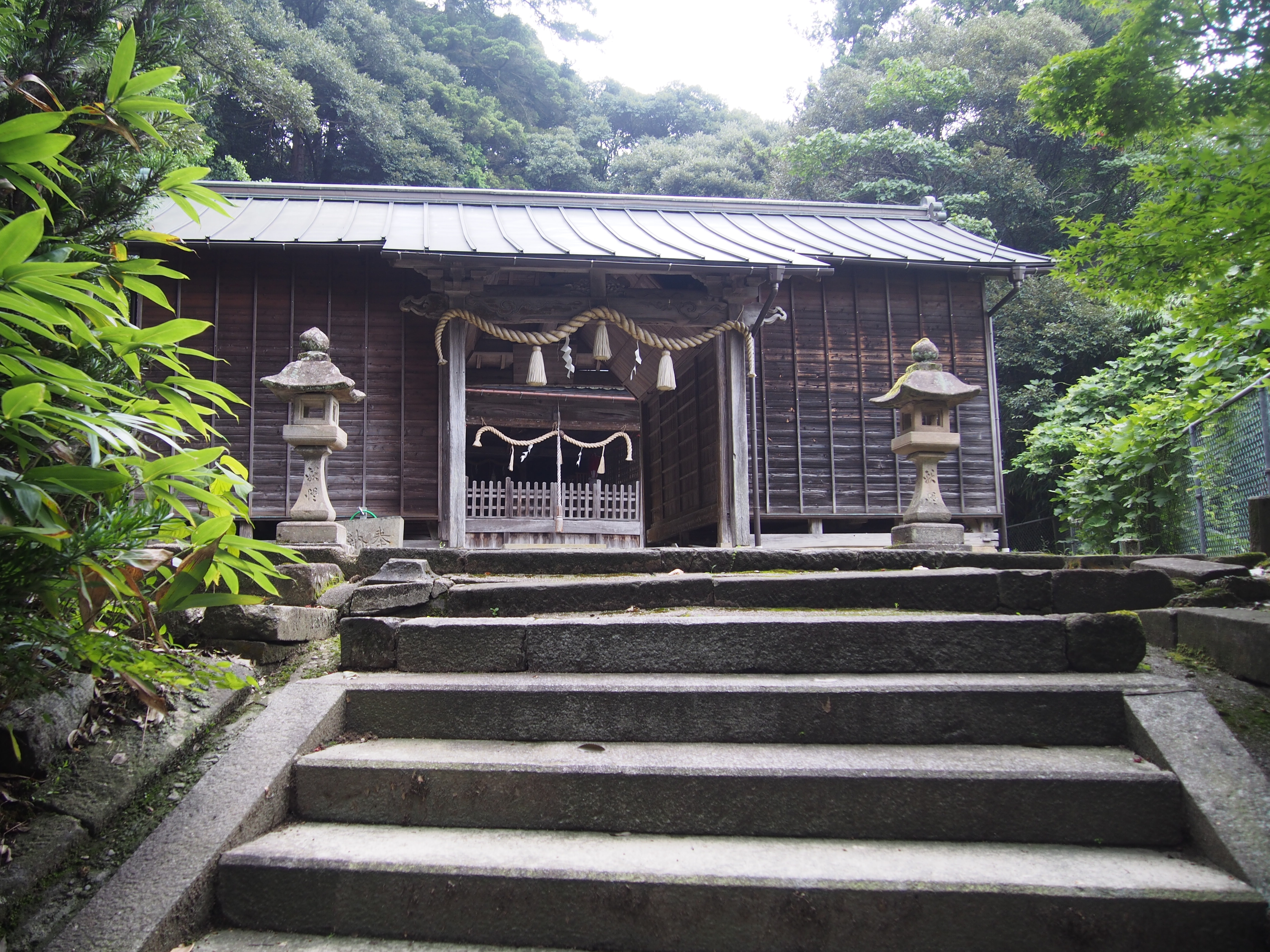
拝殿前の割拝殿風建物

## 社殿
1811年（文化8年）9月25日に火災に遭い、本殿と上屋を焼失。21世紀に現存する本殿はその3年後に、宮の田地5石を売却した代金と有志金により再建されたものである。また舞殿も1835年（天保6年）に焼失しており、こちらは1877年（明治10年）に改築された。拝殿は1912年（大正元年）に新築された。
21世紀に現存する社殿は、次の通りである。
本殿

現存する本殿は、擬宝珠に西暦1814年にあたる文化11年の銘があり、上述の1811年の火災後、1814年までに再建されたとみられる。当時丹後地方で活躍した大工・吉岡嘉平の手による建物で、峰山町一帯に甚大な被害をもたらした1927年（昭和2年）の北丹後地震でも倒壊を免れた。
一間社隅木入春日造、唐破風付、こけら葺きの本殿で、とくに細部を飾る彫刻が優れた神社本殿遺構として貴重とされる。春日造の本殿は、丹後地方では珍しい。
北丹後地震で被災し大破はしたが、被害の大きかった峰山町にあって倒壊を免れた数少ない社殿で、1928年（昭和3年）末に約1カ月の修繕工事で修復された。
拝殿
梁行１間、桁行2間の入母屋造、妻入で桟瓦葺。
上屋
梁行4間、桁行6間の切妻造、妻入で鉄板葺き。
割拝殿風建物
梁行１間、桁行１間の切妻造、鉄板葺き。

## 祭事
主な祭事は次の通り。
- 正月
- 秋祭り - 10月中旬の土日に行われる例大祭で、伝統神事の丹波の芝むくりが奉納される。しかし、近年は少子化の影響により、実施されない年もある。
- 水無月祭 - 7月30日に境内で行う。川裾祭とも称する[14]。

## 府登録文化財
本殿
解説は「社殿」の節を参照。
丹波の芝むくり
　多久神社の祭礼で10月10日に行われる。祭礼での掛け声が「ちゃあ」ということから「ちゃあ」が俗名になっている。1816年（文化13年）当時には「ちゃう」とよばれていた。
「芝むくり神事」が行われるようになったとされる由来は、4つの説が伝えられる。1つ目が蒙古襲来の折の必勝祈願にかかわるもの。2つ目は古事記の古例にある神事で、先導の若者がわさこ竹（笹）で道筋の悪鬼を祓い清める様を模倣したもの。3つ目が室町時代の田楽を発祥とするもので、4つ目が丹後地方全域にある「笹ばやし」を発祥とする説である。　

## 関係地
- 磯砂山 - 峰山町に伝わる比治山伝説（羽衣伝説）で知られた霊峰である。丹後地方に稲作や酒造りをもたらした「比治の天女」降臨の地とされる[9]。

## 現地情報

### 所在地
- 住所 - 京都府京丹後市峰山町丹波涌田山2[20]
- 峰山駅から北東に直線距離で1,262メートル、海抜29メートルに所在する[21]。
- 交通アクセス
  - 鉄道 – 京都丹後鉄道「峰山駅」下車 徒歩15分
  - バス – 丹海バス「丹波口」バス停下車 徒歩3分、「矢田橋」バス停下車 徒歩6分

## 周辺
- 湧田山古墳群 - 多久神社裏手の丘陵上に位置する、総数42基を数える広大な古墳群[22]。
- 旧丹波小学校 - 1872年（明治5年）創立、2018年（平成30年）3月に閉校した、峰山町丹波区の中心地に位置する小学校[23]。この児童が例大祭の神事「丹波の芝むくり」を担った[24]。